# Майер-Гросс, Вильгельм
Вильгельм (Вилли) Майер-Гросс (нем. Wilhelm Mayer-Gross; 15 января 1889, Бинген (Рейнланд-Пфальц), Германская империя — 15 февраля 1961, Бирмингем, Великобритания) — немецко-британский врач-психиатр, профессор (1929), доктор наук. Один из основателей британской школы психиатрии.

## Биография
Сын торговца.
До 1913 года изучал медицину в университетах Мюнхена, Киля и Гейдельберга, где получил докторскую степень по медицине. Прошёл специализацию под руководством Франца Ниссля. Работал врачом в клинике.
Участник Первой мировой войны, провёл год на Западном фронте, затем в 1915 году был переведен в госпиталь в Гейдельберге.
Руководил психиатрическим отделением, был ассистентом, доцентом и профессором в психиатрической клинике Гейдельбергского университета. В этот период Майер-Гросс принадлежал к так называемой Гейдельбергской школе, которая занималась изучением феноменологии психических заболеваний.
В 1933 году после прихода нацистов к власти в Германии эмигрировал в Англию.
С 1934 года работал в лондонской больнице Модсли, затем был консультантом и руководителем клинических исследований в больнице Кригтона в Дамфрисе, а с 1955 года возглавлял отделение экспериментальной психиатрии при Бирмингемском университете.
В 1958 году был приглашенным профессором на кафедре психического здоровья Мюнхенского университета, в 1960 году — в психиатрической клинике Гамбургского университета.

## Научная деятельность
Научные исследования, выполненные В. Майер-Гроссом в Гейдельберге, носили клинико-психопатологический и общесимптоматологический характер. Им впервые описаны онейроидные помрачения сознания в книге «Описание спутанности сознания. Форма онейроидного переживания» (нем. «Selbstschilderungen der Verwirrtheit. Die oneroide Erlebnisform»), изучены шизофренические конечные состояния (1921) и состояния «патологической экзальтации». Занимался экспериментальными психозами при интоксикации мескалином и кокаином, а также психопатологией и нейрофизиологией галлюцинаций (1926, 1928).
Автор трудов по вопросам общей психопатологии и др. В 1954 году он совместно со Элиотом Слэйтером и Мартином Ротом (Е. Slater, М. Roth) опубликовал учебник психиатрии, получивший широкое распространение и неоднократно переиздававшийся. Научные труды В. Майер-Гросса оказали существенное влияние на немецкую и английскую психиатрические школы.
Член Лондонского королевского общества с 1951 года, с 1954 по 1955 год занимал пост президента психиатрической секции Королевского медицинского общества.
В 1951—1952 и 1956—1957 годах по поручению ВОЗ) занимался созданием Центра психиатрического образования и исследований в Бангалоре (Индия).

## Избранные публикации
- Zur Phanomenologie abnormer Glii-cksgefiihle, Z. Pathopsychol., Bd 2, S. 588, 1914;
- Beitrage zur Psychopathologie schizo-phrener Endzustande, Dtsch. Z. Nerven-heilk., Bd 69, S. 332, 1921;
- Selbstschilderun-gen der Verwirrtheit, B., 1924;
- Psychopathologie und Klinik der Trugwahrnehmungen, Handb. Geisteskr., hrsg. v. O. Bumke, Bd 1, T. 1, S. 427, B., 1928;
- Die Schizophrenic, ibid., Bd 9, T. 5, S. 293, B., 1932;
- Schema for the examination of organic cases, J. ment. Sci., v. 83, p. 440,-1937 (в соавт. с Эрихом Гутманом);
- Discussion on presenile dementias, symptomatology, pathology, and differential diagnosis, Proc. roy. Soc. Med., v. 31, p. 1443, 1938 (в соавт.);
- Recent progress in psychiatry, arteriosclerotic, senile and presenile psychoses, J. ment. Sci,, v. 90, p. 316, 1944;
- Clinical psychiatry, L., 1954, 1960 (в соавт.).